# Autostrada międzystanowa nr 75
Autostrada międzystanowa nr 75 (ang. Interstate 75) – amerykańska autostrada międzystanowa, o długości 2874 km, przebiegająca na osi północ-południe, od południowej Florydy do granicy z Kanadą w Sault Ste. Marie w stanie Michigan. Przebiega przez stany: Floryda, Georgia, Tennessee, Kentucky, Ohio i Michigan.
Ważniejsze miasta wzdłuż jej szlaku to między innymi: Miami, Tampa, Atlanta, Chattanooga, Knoxville, Lexington, Cincinnati, Dayton, Toledo i Detroit.